# Rónán Mac Colmáin
Pour les articles homonymes, voir Ronan (homonymie).
Rónán mac Colmáin (mort en 624 ? )  est un  roi de Leinster issu des  Uí Cheinnselaigh ou des  Uí Dúnlainge Il est le successeur de Brandub mac Echach (mort vers 605/608) Il y avait deux personnages homonymes, dénommés Rónán mac Colmáin actifs dans le Leinster au début du VIIe siècle ce qui cause une confusion sur l'identité de ce souverain. Des sources postérieures confondent les deux Rónáns, mais l'historien Francis John Byrne souligne que ce n'est pas le cas des premières sources.

## Roi des Uí Cheinnselaigh
Le premier  Rónán mac Colmáin était roi des Uí Cheinnselaigh et le fils de  Colmán mac Cormaicc du sept Sil Chormaic. L'historien  Francis John Byrne estime que ce dernier était roi de  Leinster. Sa mort est mentionnée dans  Annales de Tigernach et les Annales d'Ulster.
Le roi de Leinster postérieurs Crundmáel Erbuilc mac Rónáin (mort en 656) est son fils. Ses autres fils sont Blathmac (mort en 658) 
et Cummascach, un roi des Uí Cheinnselaigh. Il a comme successeur comme roi des  Uí Cheinnselaigh  Crundmáel Bolg Luatha mac Áedo (mort en  628).

## Roi des Uí Dúnlainge
Le second Rónán mac Colmáin (mort en 613) est issu des  Uí Dúnlainge et il est le fils de Colmán Már mac Coirpri. Les Annales de Tigernach mentionnent l'obit de son décès avec le titre de roi de Laigin. Toutefois ces annales interpolent les dates de plusieurs rois de Leinster de cette période des Listes de Rois.

## Le récit Fingal Rónáin
Selon un récit le Fingal Rónáin (l'Infanticide de Rónán), également connu comme Aided Máele Fothartaig meic Rónáin (la mort violente de Máel Fothartaig mac Rónáin), un texte en vers composés en moyen irlandais qui date du Xe siècle, il était veuf d'Ethne qui lui avait laissé un fils, Mael Fothartaig, un jeune homme si beau que toutes les jeunes filles et toutes les jeunes femmes étaient amoureuses de lui. De douleur d'avoir perdu une aussi bonne épouse le roi resta longtemps sans se remarier et ce fut son fils lui-même, devenu grand, qui lui suggéra de le faire pour ne pas demeurer seul.
Rónán eut alors l'idée d'épouser la fille d'Eochaid, roi de Dunseverick, dont on vantait la beauté. Son fils lui conseilla de choisir une femme d'âge plus assorti au sien, mais le roi n'écouta pas ce sage conseil et bientôt la seconde épouse tomba, comme toutes les femmes, amoureuse de Mael Fothartaig. Comme le jeune homme la repoussait, horrifié à l'idée de trahir son père, elle voulut se venger en prétendant à son mari que Mael Fothartaig avait essayé de la violer, et de colère le roi fit alors tuer son fils. La vérité finit par se découvrir et Rónán regretta horriblement son geste. Quant à l'épouse à l'amour incestueux, elle mourut empoisonnée.
Cette histoire présente tant de points communs, jusque dans les détails, avec celle de Thésée, de Phèdre et d'Hippolyte qu'on pense que la légende irlandaise s'est inspirée de la légende grecque.

## Sources primaires
- Annales d'Ulster sur CELT: Corpus of Electronic Texts at University College Cork
- Annales de Tigernach sur CELT: Corpus of Electronic Texts at University College Cork
- Livre de Leinster,Rig Laigin et Rig Hua Cendselaig sur CELT: Corpus of Electronic Texts at University College Cork

## Sources secondaires
- (en) T.W Moody, F.X. Martin, F.J. Byrne, A New History of Ireland IX Maps, Genealogies, Lists. A companion to Irish History part II, Oxford, Oxford University Press, 2011, 690 p. (ISBN 978-0-19-959306-4)
- (en) Francis John Byrne, Irish Kings and High-Kings, Dublin, Four Courts Press, 2001, 341 p. (ISBN 978-1-85182-196-9)